# 쿠크하트: 시계심장을 가진 소년
《쿠크하트: 시계심장을 가진 소년》(프랑스어: Jack et la mécanique du cœur)은 2013년 공개된 애니메이션 영화이다.

## 같이 보기
- La Mécanique du cœur(영어판)